# Fuerzas especiales 2
Fuerzas especiales 2: Cabos sueltos es una película chilena de comedia de 2015, sucesora de la película de 2014. Fue dirigida por Ernesto Díaz Espinoza y producida por Miguel Asensio y escrita por Rodrigo Salinas y Sergio Freire, quienes repiten sus roles protagónicos. Otros actores principales son Ariel Levy, Loreto Aravena, Pato Pimienta, Juan Pablo Flores, entre otros. Fue estrenada el 13 de octubre de 2015.

## Sinopsis
El Cabo Freire (Sergio Freire) y el Cabo Salinas (Rodrigo Salinas) han tenido una nueva vida y nuevas reglas tras ser parte de las Fuerzas Especiales. Sin embargo, esta vez les tocará un caso más complicado, deberán detener al líder de una banda llamada "La Cimarra", se trata de un niño llamado el "Rikichi" (Fernando Gutiérrez), el que ha engañado a muchos asegurando que es una buena persona. Pero el mayor problema de los cabos será otro, ya que el ex-comisario de la FDI, Carboni (Ariel Levy), está en libertad y busca venganza.
Primero Freire comienza a fijarse de una cierta forma en la mamá del buscado Rikichi, Violeta (María Paz Jorquiera), siendo apoyado codo a codo por el cabo Juan Riquelme (Juan Pablo Flores). Simultáneamente, el cabo Salinas intenta tener una noche de pasión con la cabo Vergara (Loreto Aravena), pero el intento de estar juntos falló cuando Salinas se confundió en algo inesperado, por lo que es echado de la casa. El rumbo de Salinas fue desconocido hasta que en un momento muy complicado ocurrió algo que a su vez arruinó el primer beso de Freire con la mamá de Rikichi. Antes de acabar la cita, Violeta le dice al cabo Freire que debe romper las reglas.
¿Que impidió el beso de Violeta y Freire? Se trata de un bomba que hace estallar el cuartel general, y que al mismo tiempo dejó herido al cabo Riquelme. Al ver una cámara de seguridad todo indica que el responsable es el cabo Salinas, por lo que es enviado a prisión, sin embargo, antes de ser encarcelado Freire decide hacerle caso al consejo de la mamá de Rikichi y decide escapar junto a Salinas, de esta forma transformándose en prófugos.
Tras volverse prófugos de la justicia, estos dos cabos recurren a Violeta y a Rikichi, quienes los ayudan. Este último bajo la condición de recuperar la mochila que tiene su computador. Pero antes, deberán ir al hospital donde está Riquelme para tener nuevas pruebas que demuestren su inocencia, sin embargo, el plan se arruina y deben escapar. Por otro lado, la verdad sobre el caso bomba se encuentra relacionado con Carboni, quién se está haciendo pasar por el Mayor Espinoza (Pato Pimienta). ¿Dónde estará el mayor?
El paradero del verdadero mayor será descubierto por Salinas y Freire, que llegan a su casa con intención de obtener la mochila de Rikichi. Sin embargo, los cabos encontraran a Espinoza congelado, aprovechando esto deciden llevárselo para salvarlo. Y en ese terrible momento, llega a su casa Carboni con la máscara del superior de los policías. En el lugar Carboni captura al cabo Salinas, y manda a que atrapen a la mamá de Rikichi. Después de esto, Freire descongela a Espinoza y descubre que el responsable de la bomba fue el ex-comisario de la FDI.
Para salvar a Violeta y a Salinas, los uniformados crean un plan y obligan a Carboni a llevarlo a un lugar, o de lo contrario su plan de venganza no podrá ser llevado y su mentira llegaría a su fin. De esta forma, Carboni asiste al lugar, con Salinas y con Violeta, pero el ex-comisario de la FDI les coloca una bomba, sin embargo, hay un control que desactiva la bomba, pero solo de uno de ellos. Así Carboni hace escoger a Freire quién sobrevivirá o quién morirá. Por su parte, Carboni será enfrentado en una pelea con "Peperro" (Boris Sminrow), también policía de las fuerzas especiales.
Finalmente, Salinas tiene una idea para desactivar la bomba, sin embargo, Rikichi le quita el control a Freire para salvar a Violeta. Pero el control cae al suelo y hace que la bomba que Violeta tenía explotará. Para la suerte de los cabos, Violeta solamente quedó herida y no murió. Además, el cabo Salinas y el cabo Freire dejan de ser fuerzas especiales y vuelven a su rango anterior. Freire por su parte se quedó con Violeta y comenzó a tener una mejor relación con Rikichi, pero esta relación sigue con ciertas peleas y conflictos. Pero sin duda el más feliz fue Salinas a quién le dieron vacaciones para "retomar la chispa" con la cabo Vergara, quién al final le tuvo una "oso-rpresa".

## Reparto
- Rodrigo Salinas como Cabo Salinas.
- Sergio Freire como Cabo Freire.
- Loreto Aravena como Cabo Vergara de Salinas.
- Ariel Levy como Ex-comisario Carboni / Mayor Espinoza.
- Juan Pablo Flores como Cabo Juan Riquelme Correa.
- Pato Pimienta como Mayor Espinoza.
- Boris Sminrow como Teniente Rojo "Peperro".
- María Paz Jorquiera como Violeta.
- Fernando Gutiérrez como Rikichi.
- Alfredo Castillo como policía.
- Gustavo Becerra como guardia.

## Banda sonora
- Croni-K - "Buenos días, buenas tardes"